# 60 хвилин (ток-шоу, Росія)
«60 хвилин» (рос. 60 минут) — суспільно-політичне пропагандистське ток-шоу, що виходить по буднях із 12 вересня 2016 року. Ведучі програми — подружня пара: Євген Попов та Ольга Скабєєва. Це ток-шоу активно використовується як інструмент російської пропаганди.

## Опис
У кожному випуску програми з її учасниками обговорюються актуальні теми,а саме події в Україні, щоб відвернути увагу росіян від їхніх проблем, та щоб розбудити ненависть до України, Америки, Європи запрошуються 5-8 осіб — відомі політики, депутати, журналісти, експерти, включаючи іноземців, з різними поглядами та точками зору. Одна частина запрошених у студію, включаючи ведучих, солідарна (або близька) з офіційною позицією державної влади Російської Федерації щодо зовнішньо- та внутрішньополітичних проблем та питань, інші запрошені до студії з нею не згодні. У деяких дебатах іноді встановлюється відеозапис із зарубіжними або російськими експертами, журналістами, політиками і т. ін., щоб дізнатися їх позицію по темі програми і своєчасно зреагувати на неї належним чином, залежно від характеру отриманої інформації. У ряді випусків один з ведучих веде прямий репортаж з місця подій, що висвітлюються, в той час, як інший працює в студії. Певні висловлювання учасників програми періодично виводяться великим планом на екрані як цитати.
Прем'єра програми відбулася 12 вересня 2016 року на телеканалі «Росія-1» у прямому ефірі на Далекий Схід та Москву, в США на телеканалі CBS та в Україні на телеканалі СТБ в 2023 році.
На початку травня 2019 року програма вперше за свою історію пішла на канікули.
16 березня 2020 року вийшла програма без участі глядачів у студії, що було викликано пандемією коронавірусу. Випуски стали цілком і повністю присвячені цій ситуації.. З 23 березня ведучі стали вести програму окремо: один із них був присутній у студії, другий ведучий — через відеозв'язок (це тривало до 29 травня).
З 4 червня 2021 року Євген Попов тимчасово залишив програму: спочатку через відліт до Женеви на російсько-американський саміт, а згодом через участь у виборах до Держдуми.
Починаючи з випуску від 15 червня 2021 року, керівництво програми відмовилося від повернення глядачів, і крісла зі студії були прибрані, на їхньому місці стоять додаткові екрани та декорації.
З 27 січня 2022 року програма виходить без участі ведучих у студії через позитивний тест на омікрон-штам COVID-19, перший з яких кількома днями раніше здала Ольга Скабєєва, а потім і Євген Попов.

## Критика
Провідні програми критикувалися за образливу поведінку щодо гостей їхньої програми в студії, зокрема, українських політичних діячів та інших первень, які опитують офіційну позицію влади Росії з обговорюваного питання.
Згідно з моніторингом Російською службою Бі-бі-сі низки ефірів «60 хвилин», провідні програми Євген Попов та Ольга Скабєєва допускали серйозні спотворення фактів у справі Скрипалів (припущення про зміст прес-конференції потерпілих до її початку та звинувачення на адресу британської влади у навмисному знищенні доказів).
У січні 2019 року національна рада з електронних ЗМІ Латвії на три місяці заборонила ретрансляцію російського телеканалу «РТР-Росія» за розпалювання ненависті до української держави (програма «Недільний вечір з Володимиром Соловйовим» від 22 травня 2018 року) та українцям («60 хвилин» від 11 січня 2018 року, де голова ЛДПР Володимир Жириновський закликав до війни з Україною). У лютому 2021 року була знову введена заборона на ретрансляцію телеканалу «Росія-РТР» (програма якого практично повністю повторює програму телеканалу «Росія-1») терміном на один рік через розпалювання ненависті та заклики до війни у трьох випусках «60 хвилин» (де Володимир Жириновський пропонував викрасти з Литви, відвезти до Білорусі і там стратити Світлану Тихановську, 10 липня 2020 року Ольга Скабєєва та учасники шоу називали Україну «терористичною країною», а Порошенко — «терористом», заяви Євгена Попова, що країни колишнього СРСР нібито «ні на що не здатні, зазнають поразки і зневажаються», озвучена загроза: «Один мільйон, десять мільйонів, сто мільйонів буде знищено. Не буде столиць, ні Києва, ні Брюсселя<…>як сьогоднішній Київ, краще зруйнувати і відбудувати заново», також пропонувалося включити до складу Росії Нарву) та одному випуску «Недільного вечора» (через допущені провідним Володимиром Соловйовим дуже агресивні, ворожі, образливі та грубі слова на адресу гостей передачі, які представляють українську сторону та українців), представники телеканалу апелювали до різноманітності думок.
Відзначався підвищений інтерес програми до світових, а не внутрішньоросійських проблем та подій: так, із 98 вечірніх випусків з вересня 2018 р. по січень 2019 р. виключно внутрішньоросійській тематиці було присвячено 6. Особливий інтерес викликала Україна, передбачуваний розділ якої іншими країнами у вересні 2018 року було присвячено низку програм.
Російський тележурналіст і радіоведучий Володимир Кара-Мурза-старший, котрий дотримувався радикально-критичних поглядів щодо чинної влади та російських державних ЗМІ, у своїх статтях неодноразово критикував програму:

…пропагандист Євген Попов, ведучий програми «60 хвилин» на каналі «Росія 1» — вразив мене своєю незграбною спробою «підловити» в коридорі Петра Порошенка на Генасамблеї ООН. Президент України відшив російського журналіста і правильно зробив. Проте, навіть це держканал примудрився представити як перемогу Попова. Взагалі вся програма «60 хвилин» не передача, а незрозуміло що. Вона складається з несамовитих криків, істерик «експертів» і огидних гримас ведучих, що зображають із себе все знаючих небожителів.
Оригінальний текст (рос.)
…пропагандист Евгений Попов, ведущий программы «60 минут» на канале «Россия 1» — поразил меня своей неуклюжей попыткой «подловить» в коридоре Петра Порошенко на Генассамблее ООН. Президент Украины отшил российского журналиста — и правильно сделал. Однако даже это госканал умудрился представить как победу Попова. Вообще вся программа «60 минут» — не передача, а непонятно что. Она состоит из истошных криков, истерик «экспертов» и отвратительных гримас ведущих, изображающих из себя всё знающих небожителей.

Тандем Скабєєвої та Попова, звичайно, кумедний. Сімейний поспіль. Кого треба, заткнуть. Кому треба, слово дадуть.
Оригінальний текст (рос.)
Тандем Скабеевой и Попова, конечно, забавный. Семейный подряд. Кого надо, заткнут. Кому надо, слово дадут